# Italservice Pesaro Calcio a 5
Le Pesaro Calcio a 5, également connu pour des raisons de parrainage sous le nom d'Italservice Pesaro, est un club de futsal basé à Pesaro, en Italie. Fondé en 2011, il évolue en Serie A et remporte son premier championnat en 2019.

## Histoire

### Pesaro Fano (2011-2016)
À l'été 2011, une fusion a lieu entre les clubs de Pesaro Five (présidé par Carlo Mercantini) et Palextra Frano (présidé par Andrea Farabini). « Pesaro Fano » est naît et Carlo Mercantini en reste président.
Pour sa première saison, et sous la houlette du coach Gil Marques, le club des Marches est champion d'Italie dans la catégorie des moins de 21 ans. L’équipe fanion du club atteint les barrages en série A2 (deuxième division), mais échoue à l’accession face à Cagliari.
Lors de la saison 2013-2014, le club atteint la finale de Coupe d’Italie A2, perdue contre Fuente Lucera.
En 2014-2015, après avoir été finaliste l'année précédente, Pesaro remporte la Coupe d’Italie A2.
Sur l'exercice 2015-2016, le club échoue à monter en Serie A face à CAME Dosson.

### Italservice Pesaro (depuis 2016)
En 2016, Pesaro Fano devient « Italservice Pesaro », du nom de la société leader sur le marché italien et européen dans le secteur des bordures et accessoires en bois pour l’industrie du meuble.
Lors de la saison 2016-2017, sa première sous son nouveau nom, le club remporte le championnat de Serie A2 et accède à la Serie A1, première division italienne. ItalService remporte même, sous la houlette du coach Cafù, une deuxième Coupe d’Italie A2.
En 2017-2018, pour sa première saison en Serie A, le promu ItalService réussi à se qualifier pour trois finales : Coupe de la Division, Coupe d’Italie et Championnat de Serie A. La Coupe nationale est perdu contre Acqua e Sapone.
Pour la saison 2018-2019, le club recrute des joueurs réputés et l'entraîneur transalpin renommé Fulvio Colini. L’objectif fixé de devenir champion est réalisé le 15 juin 2019 à Montesilvano, face à Acqua Sapone.
L'équipe débute l'exercice 2019-2020 en remportant la Supercoupe à domicile en septembre 2019, de nouveau face à Acqua e Sapone. Le titre de champion précédent permet à Pesaro de se qualifier pour sa première Ligue des champions, dont il atteint le tour élite disputé au Kazakhstan. Pesaro termine ainsi parmi les huit meilleurs meilleurs clubs d’Europe. En Serie A, Pesaro est leader lors de l'interruption à cause du Covid-19. Le club est retenu pour participer à la Ligue des champions la saison suivante.
En Coupe d'Europe 2020-2021, jouée en élimination directe à cause de la pandémie, Pesaro est d'abord victorieux 6 à 0 du modeste club monténégrin de Titograd et se hisse en seizième de finale. Celui-ci est disputé en janvier 2021 face à un autre club à l’ascension remarquée : l’ACCS Futsal français, et perdu au terme de la plus longue série de tirs au but dans l'histoire d'une compétition futsal de l'UEFA (2-2 t. a. b. 8-7).
Fin 2021, Pesaro n'a alors pas perdu depuis trois ans et la finale de Coupe d'Italie contre Acqua & Sapone. Italservice remporte alors sa deuxième Supercoupe italienne, après prolongation contre Feldi Tente (6-5). Il s’agit du cinquième trophée consécutif pour Italservice Pesaro. En Ligue des champions, Pesaro entre au tour principal dont elle est l'hôte du groupe 4.

## Palmarès
- Championnat d'Italie - Serie A1 (2)
  - Champion : 2019 et 2021
  - Premier : 2020 (compétition arrêtée)
  - Finaliste : 2018

- Coupe d'Italie (1)
  - Vainqueur : 2021
  - Finaliste : 2018

- Supercoupe d'Italie (2)
  - Vainqueur : 2019 et 2021

- Championnat d'Italie D2 - Serie A2 (1)
  - Champion : 2017
  - Finaliste : 2016

- Coupe d’Italie A2 (2)
  - Vainqueur : 2015 et 2017
  - Finaliste : 2014

- Championnat d'Italie de moins de 21 ans (1)
  - Champion : 2012

## Personnalités

### Présidents
En 2016, Lorenzo Pizza, fondateur et patron de la société Italservice, prend la présidence du club en remplacement de Carlo Mercantini.
1. Carlo Mercantini (2011-2016)
2. Lorenzo Pizza (depuis 2016)

### Entraîneurs
| # | Nom                    | Période     |
| - | ---------------------- | ----------- |
| 1 | Gil Marques (it)       | 2011-2012   |
| 2 | Roberto Osimani (it)   | 2012 à 2016 |
| 3 | Cafu (it)              | 2016-2017   |
| 4 | Ramiro López Díaz (it) | 2017-2018   |
| 5 | Fulvio Colini (it)     | depuis 2018 |

### Joueurs notables
Cristian Borruto est l’une des stars du club des Marches. Il est tout d'abord réputé pour être vainqueur, avec Montesilvano, du Scudetto en 2010 et surtout la Coupe UEFA en 2011, puis arrive troisième de la Coupe intercontinentale la même saison. Il rejoint l’ItalService Pesaro en 2018 et devient directement champion d’Italie en 2018-2019, remportant aussi le titre de meilleur buteur « capocannoniere » (28 buts) et est leader de la Serie A arrêtée en 2019-2020.

### Effectif 2021-2022
Les postes mentionnés se réfèrent à ceux du football. Comprendre que « A - attaquant » désigne les « pivots » et « M - milieu de terrain » les « ailiers ». Si non-précisé, le joueur est considéré « universel ».